# PTRS-41
El Simonov PTRS (ПТРС - ПротивоТанковое Ружье Симонова - Fusell antitancs Simonov) es un fusell antitancs semiautomàtica desenvolupada en 1941, que va ser utilitzada per l'Exèrcit Roig durant la Segona Guerra Mundial conjuntament amb el seu homòleg monotir Degtyarov PTRD-41.

## Referències

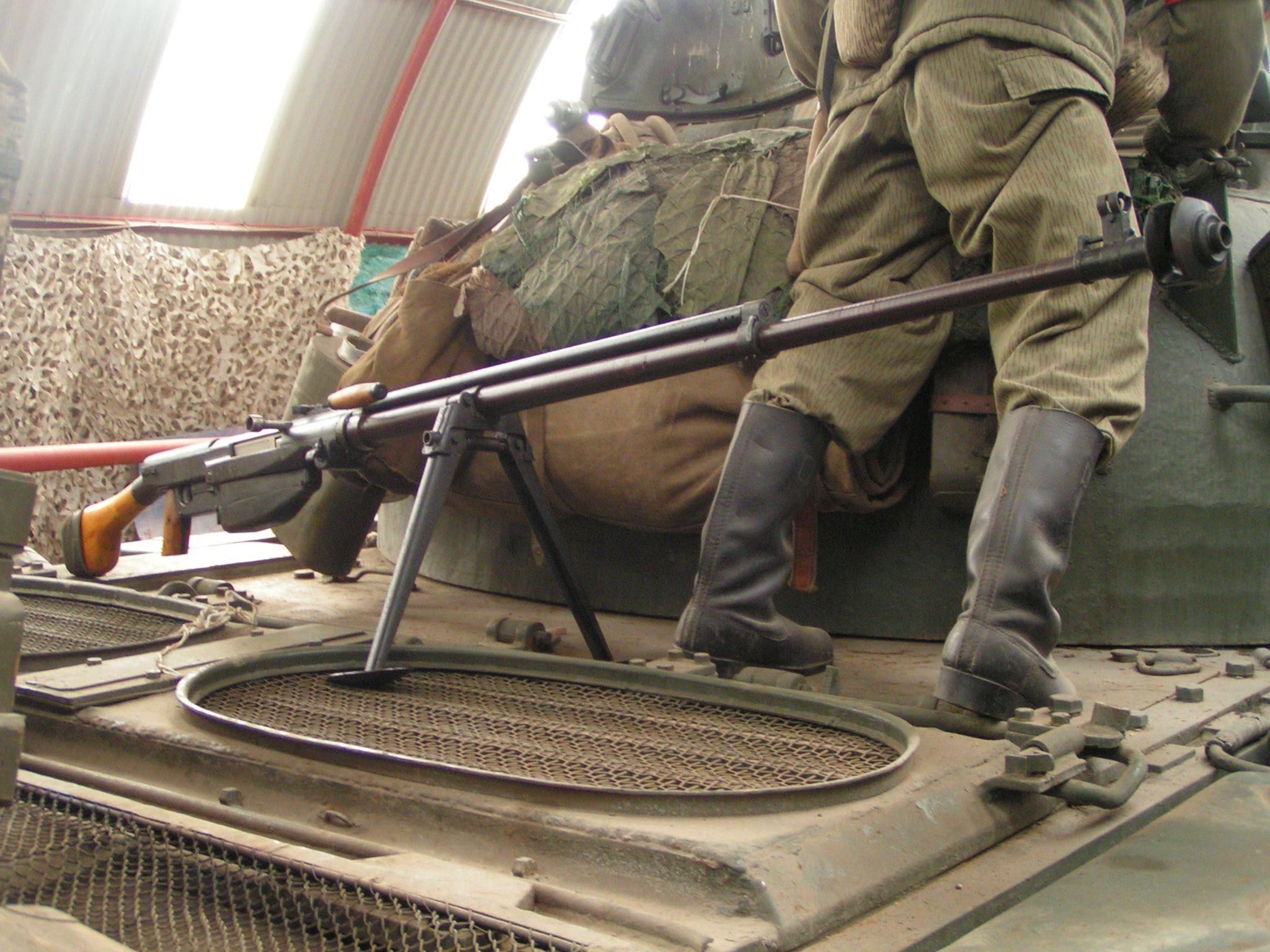
Un fusell PTRS-41